# Emmanuel Ngudikama
Emmanuel Christian Ngudikama Kila (* 7. September 1987 in Kinshasa) ist ein kongolesischer Fußballspieler, der im erweiterten Kader für die Fußballnationalmannschaft der Demokratischen Republik Kongo steht.

## Karriere

### Verein
Ngudikama startete seine Seniorenkarriere beim FC Les Stars Kinshasa, bevor er Ende 2009 zum AS Vita Club ging. In seiner ersten Saison beim AS Vita Club, gewann Ngudikama auf Anhieb, die Meisterschaft der Linafoot und nahm damit 2011 an der CAF Champions League teil. 2012 und 2013 wurde er jeweils Vize-Meister, was in abermals die Teilnahme an der CAF Champions League sicherte, das Team kam jedoch nie über die erste Runde hinaus.

### Nationalmannschaft
Ngudikama ist seit 2010 A-Nationalspieler von DR Kongo und spielte bislang zwei A-Länderspiele für sein Heimatland. Im Frühjahr 2011 nahm er für den DR Kongo an der Afrikanischen Nationenmeisterschaft in Sudan teil, scheiterte jedoch im Viertelfinale mit dem Team an Tunesien.

## Erfolge
Linafoot (1)
- 2010